# 서연오토비전
주식회사 서연오토비전은 대한민국의 자동차 부품 제조 기업으로, 서연의 자회사이다.

## 사업장 현황
- 본사: 충청남도 당진시 거섬들2길 45 (합덕읍)
- 순성공장: 충청남도 당진시 남부로 895-19 (순성면)
- 서산공장: 충청남도 서산시 성연3로 (성연면)